# Miconia lourteigiana
Miconia lourteigiana är en tvåhjärtbladig växtart som beskrevs av John Julius Wurdack. Miconia lourteigiana ingår i släktet Miconia och familjen Melastomataceae. Inga underarter finns listade i Catalogue of Life.